# João Ferreira (politicus)

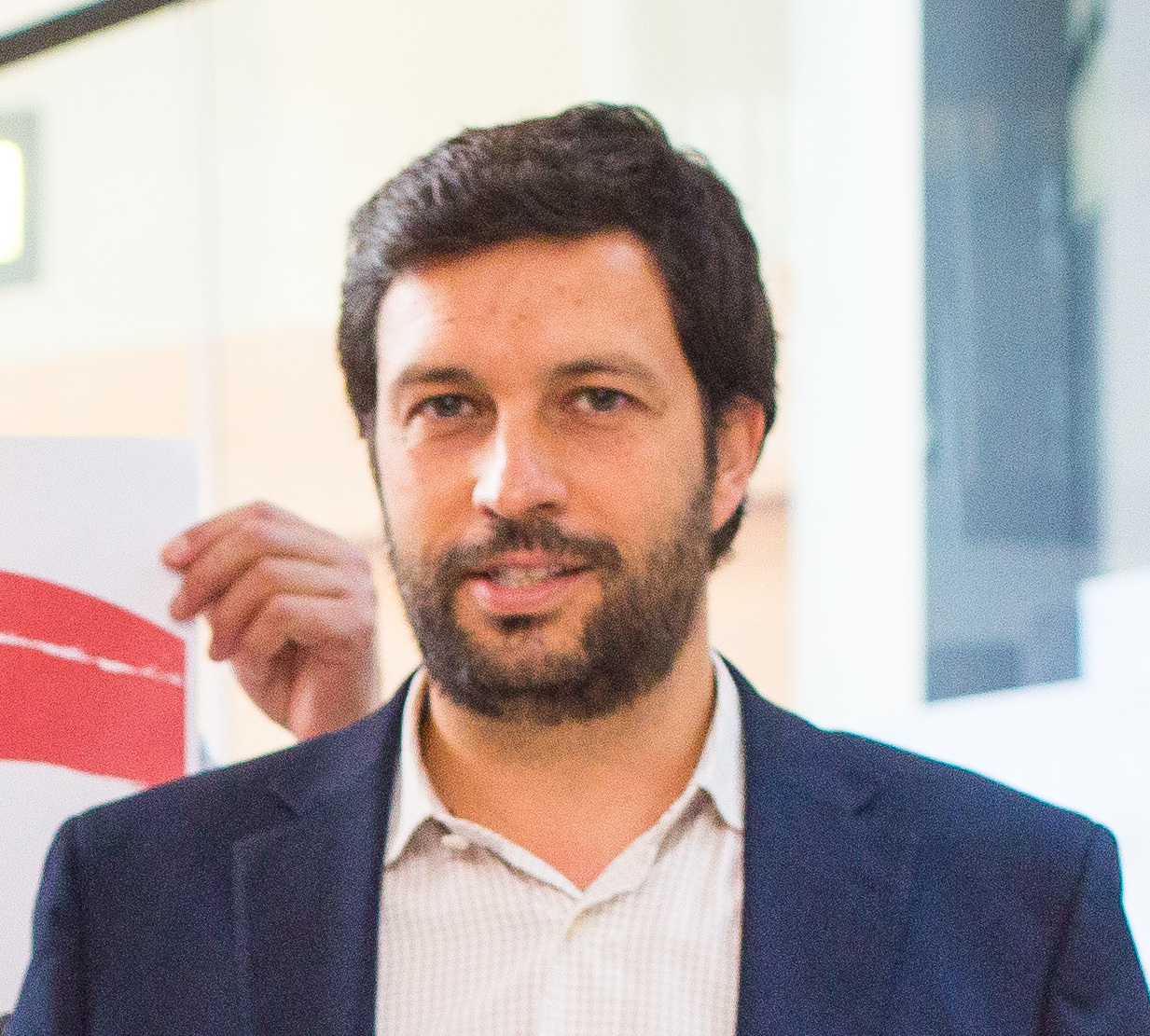
João Ferreira (2019)

João Manuel Peixoto Ferreira (Lissabon, 20 november 1978) is een Portugees bioloog en politicus van de Portugese Communistische Partij. In 2009 is hij gekozen in het Europees Parlement voor de Unitaire Democratische Coalitie die deel uitmaakt van de fractie GUE/NGL.
Ferreira studeerde biologie een promoveerde in 2009 in de ecologie. Hij is gespecialiseerd in de ecologie van invasieve soorten en van mycorrhiza. Ook deed hij bestuurswerk aan de Universiteit van Lissabon. Hij werkte in waterbeheer in de regio rond Setúbal en was bestuurslid van de Communistische Partij in de regio rond Lissabon.
Binnen het Europees parlement is hij ondervoorzitter van de fractie GUE/NGL. Verder is hij lid van de Commissie visserij en van de delegatie in de Paritaire Parlementaire Vergadering ACS-EU.
- Gemeinsame Normdatei: 1194320627
- Library of Congress Control Number: n2020034799
- Système universitaire de documentation: 255081251
- Virtual International Authority File: 1107156858475349780000